# Dinna Bjørn
Dinna Bjørn (født 14. februar 1947 i København) er en dansk balletdanser og koreograf.
Dinna Bjørn er datter af solodanser og balletmester, Niels Bjørn Larsen og pianist Elvi Henriksen. Hun optrådte fra hun var ni år på Pantomimeteatret i Tivoli, hvor hendes far også var leder. Først som 16-årig blev hun optaget på balletskolen ved Det Kongelige Teater.
Sit gennembrud som danser fik hun i 1971, hvor hun dansede partiet som Clara i Nøddeknækkeren. Denne rolle blev skabt specielt til hende af Flemming Flindt.
Dinna Bjørn har danset store roller i både det klassiske og det moderne repertoire. Men det er især som Bournonvilledanser, -instruktør og -pædagog, at hun har gjort sig bemærket i både Danmark og i udlandet og været stærkt medvirkende til at sprede kendskabet til Bournonvilletraditionen. Hun stoppede som danser i 1987.
Hun debuterede i 1971 som koreograf med balletten 8+1, hvortil hun selv havde komponeret musikken.
I perioden 1990-2001 var Dinna Bjørn balletmester ved Den Norske Nationalballet i Oslo.